# Michel Kervaire
Michel André Kervaire (Częstochowa, 26 de abril de 1927 – Genebra, 19 de novembro de 2007) foi um matemático suiço, que trabalhou sobretudo com topologia (topologia diferencial, topologia algébrica e álgebra).
Foi palestrante convidado do Congresso Internacional de Matemáticos em Estocolmo (1962: Differentiable structures on spheres and homotopy) e em Edimburgo (1958: Bernoulli numbers, homotopy groups and a theorem of Rokhlin, com John Milnor).
Dentre seus doutorandos consta Eva Bayer-Fluckiger.

## Publicações selecionadas
- A manifold which does not admit any differentiable structure. Comment. Math. Helv. 34 1960 257–270.
- com J. Milnor: Groups of homotopy spheres. I. Ann. of Math. (2) 77 1963 504–537.
- Le théorème de Barden-Mazur-Stallings. Comment. Math. Helv. 40 1965 31–42.
- Les nœuds de dimensions supérieures. Bull. Soc. Math. France 93 1965 225–271.
- Smooth homology spheres and their fundamental groups. Trans. Amer. Math. Soc. 144 1969 67–72.
- com S. Eliahou: Minimal resolutions of some monomial ideals. J. Algebra 129 (1990), no. 1, 1–25.
- com S. Eliahou: Sumsets in vector spaces over finite fields. J. Number Theory 71 (1998), no. 1, 12–39.